# Osbert Salvin
Osbert Salvin (Finchley, 25 februari 1835 - Fernhurst, 1 juni 1898) was een Engelse zoöloog (vooral ornitholoog en herpetoloog).

## Biografie
Salvin genoot onderwijs aan de Westminster School en studeerde aan de Trinity Hall van de Universiteit van Cambridge waar hij in 1857 afstudeerde. Kort daarna ondernam hij zijn eerste wetenschappelijke expeditie samen met Henry Baker Tristram naar Noord-Afrika. In datzelfde jaar 1857 ging hij bovendien voor het eerst naar Midden-Amerika. Daarop volgde nog meer reizen naar dat gebied. De resultaten van deze verzamelreizen werden beschreven in het monumentale Biologia Centrali-Americana dat na zijn dood in 1918 verscheen met expeditiegenoot Frederick DuCane Godman als mede-auteur. Het zou uiteindelijk 50.263 soorten bevatten waarvan 19.263 nieuw voor de wetenschap, in 63 delen en met 1677 litho's waarvan meer dan 900 in kleur.
In 1871 werd hij de redacteur van het ornithologisch tijdschrift The Ibis. Verder werd hij conservator van de Stricklandcollectie van het museum van de Universiteit van Cambridge en was hij medeoprichter van de British Ornithologists' Union. Hij bezorgde de delen over kolibries (Trochilidae) en stormvogels en pijlstormvogels ('Tubinares', Procellariidae) van de Catalogue of Birds in the British Museum.
Salvin was lid van de Royal Society, de Linnean Society of London, de Zoological Society of London en de Royal Entomological Society en tot zijn dood was hij secretaris van de British Ornithologists’ Union.
De Godman-Salvin Medal, een prestigieuze onderscheiding van de British Ornithologists’ Union is naar hem genoemd.
Alleen, of samen met P.L. Sclater of F.D. Godman, is Salvin auteur van 17 vogelgenera en 245 vogelsoorten. Daarnaast beschreef hij twee nieuwe soorten reptielen: een groefkopadder  (Bothriechis aurifer) en een wormslang (Typhlops tenuis) en als eerbetoon aan hem zijn drie soorten reptielen naar hem vernoemd: de anolis (Anolis salvini), de  stekelleguaan (Sceloporus salvini) en Salvins modderschildpad  (Staurotypus salvinii).
- Bibsys: 1045326
- Bibliothèque nationale de France: cb13474514r (data)
- Author citation (botany): Salvin
- Gemeinsame Normdatei: 117618330
- International Standard Name Identifier: 0000 0000 6652 4668
- Library of Congress Control Number: nr94009851
- Nederlandse Thesaurus van Auteursnamen: 167584863
- PIC: 334011
- Réseau des bibliothèques de Suisse occidentale: 02-A003782157
- SNAC: w65f0b8k
- Système universitaire de documentation: 085850160
- Museum of New Zealand Te Papa Tongarewa: 60779
- Union List of Artist Names: 500037111
- Virtual International Authority File: 66614898
- WorldCat: E39PBJfx8hkTtgtmrkxMXG46rq